# Ana de Begoña Azcárraga
Ana de Begoña Azcárraga (Salvatierra, Álava, 1946 - Vitoria-Gasteiz, 2009), foi uma professora notória por ser a primeira cátedra de História da Arte na Universidade do País Basco (UPV-EHU).

## Obras
- Arquitectura doméstica en la Llanada de Álava, siglos XVI, XVII y XVIII, Vitoria, 1986.[1]

- Vitoria: aspectos de arquitectura y urbanismo durante los dos últimos siglos, Vitoria, 1982[2]

- El Rosario de los faroles en honor de Nuestra Señora de la Virgen Blanca, Vitoria, 1997.[3]
- Las Casas de la Juntas Generales de Álava, 2000.
- El difícil silencio, 1970. Poemario, Obra Cultural de la Caja de Ahorros de la Ciudad de Vitoria, 1970
- Particularismos y reservas. El movimiento romántico en los artistas del País Vasco[4]
- Joaquín Lucarini, escultor, 1985[5]
- Contribución del País Vasco a la pintura europea entre los siglos XIX y XX[6]
- La incorporación de la Rioja Alavesa a la últimas manifestaciones arquitectónicas a través de Santiago Calatrava y Frank Gehry, 2004.